# Volutomitra
Volutomitra is een geslacht van weekdieren uit de klasse van de Gastropoda (slakken).

## Soorten
- Volutomitra amplexa (Finlay, 1930) †
- Volutomitra bairdii (Dall, 1889)
- Volutomitra banksi (Dell, 1951)
- Volutomitra bayeri Okutani, 1982
- Volutomitra erebus Bayer, 1971
- Volutomitra glabella Bouchet & Kantor, 2000
- Volutomitra groenlandica (Möller, 1842)
- Volutomitra hottentota (Thiele, 1925)
- Volutomitra incisa (Marwick, 1942) †
- Volutomitra inconspicua (Hutton, 1885) †
- Volutomitra lornensis (Marwick, 1926) †
- Volutomitra obscura (Hutton, 1873)
- Volutomitra othoniana (Finlay, 1924) †
- Volutomitra pailoloana (J. Cate, 1963)
- Volutomitra persephone Bayer, 1971
- Volutomitra tenella Golikov & Sirenko, 1998
- Volutomitra transilis (Finlay, 1930) †
- Volutomitra vaubani Cernohorsky, 1982
- Volutomitra ziczac Bouchet & Kantor, 2004